# بشير ماسون
بشير ماسون (11 فبراير 1984 - ) (بالإنجليزية: Bashir Mason)‏ هو مدرب كرة سلة ولاعب كرة سلة أمريكي في مركز هجوم خلفي.

## وصلات خارجية
- بشير ماسون على موقع كلية كرة السلة في سبورتس رفرنس.كوم (الإنجليزية)
- بشير ماسون على موقع كلية كرة السلة في سبورتس رفرنس.كوم (الإنجليزية)